# Intel 80486
Intel 486 (також відомий як i486, Intel 80486 або просто 486-ий) — 32-бітний скалярний x86-сумісний процесор четвертого покоління, побудований на гібридному CISC, -RISC ядрі, і випущений фірмою Intel 10 квітня 1989 року. Цей мікропроцесор є вдосконаленою версією процесора Intel 80386. Уперше він був продемонстрований на виставці Comdex Fall, восени 1989 року. Це був перший мікропроцесор зі вбудованим математичним співпроцесором (FPU). Застосовувався, переважно, в настільних ПК, у високопродуктивних робочих станціях, в серверах і портативних ПК (ноутбуки і лептопи).
У травні 2006 року Intel заявила, що виробництво чипів 80486 припиниться в кінці вересня 2007 року. І хоча для прикладних програм на персональних комп'ютерах цей чип до того часу вже давно застарів, Intel продовжувала виробляти його для використання у вбудовуваних системах.

## Опис

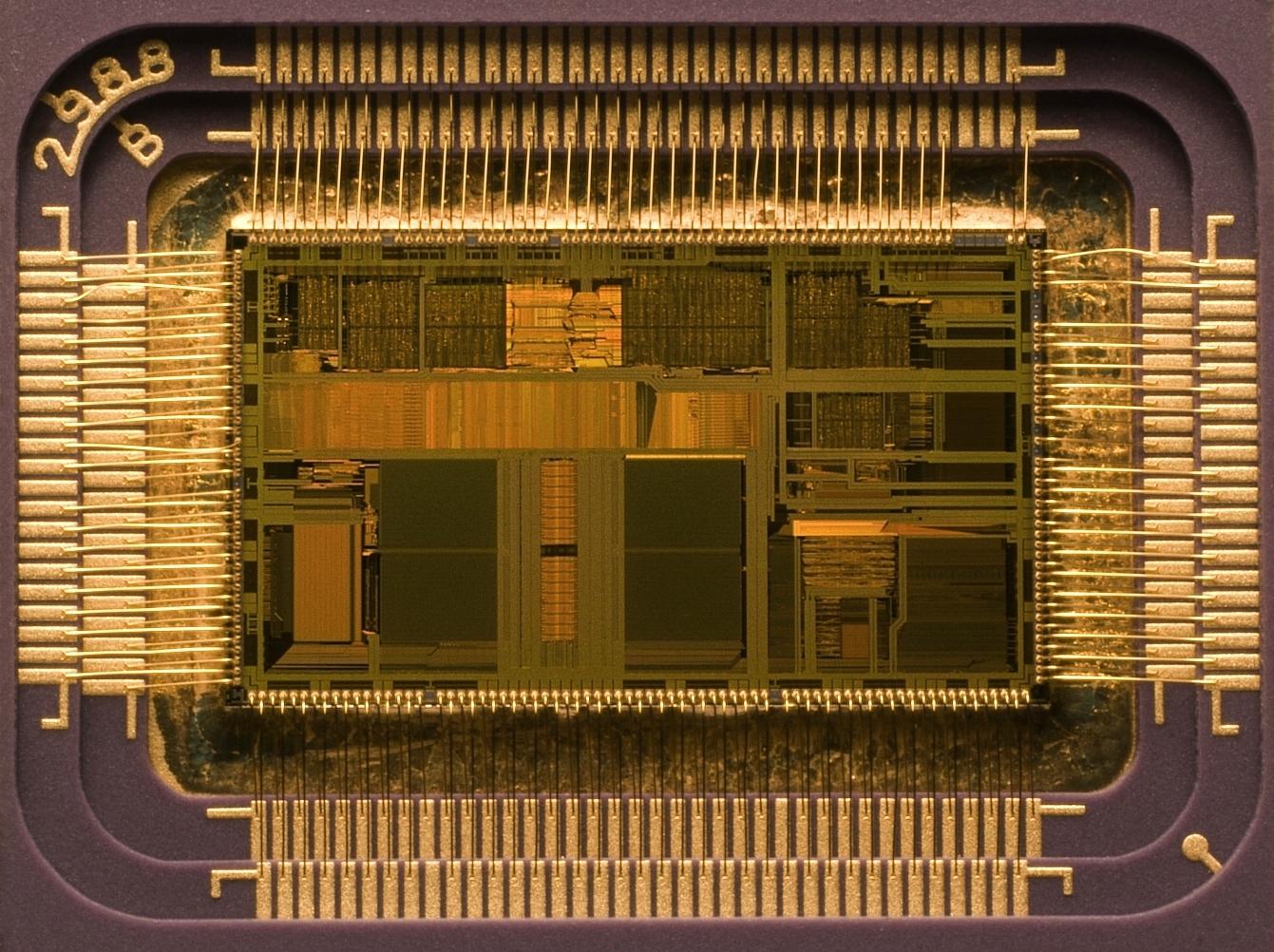
Кристал мікропроцесора Intel 80486DX2

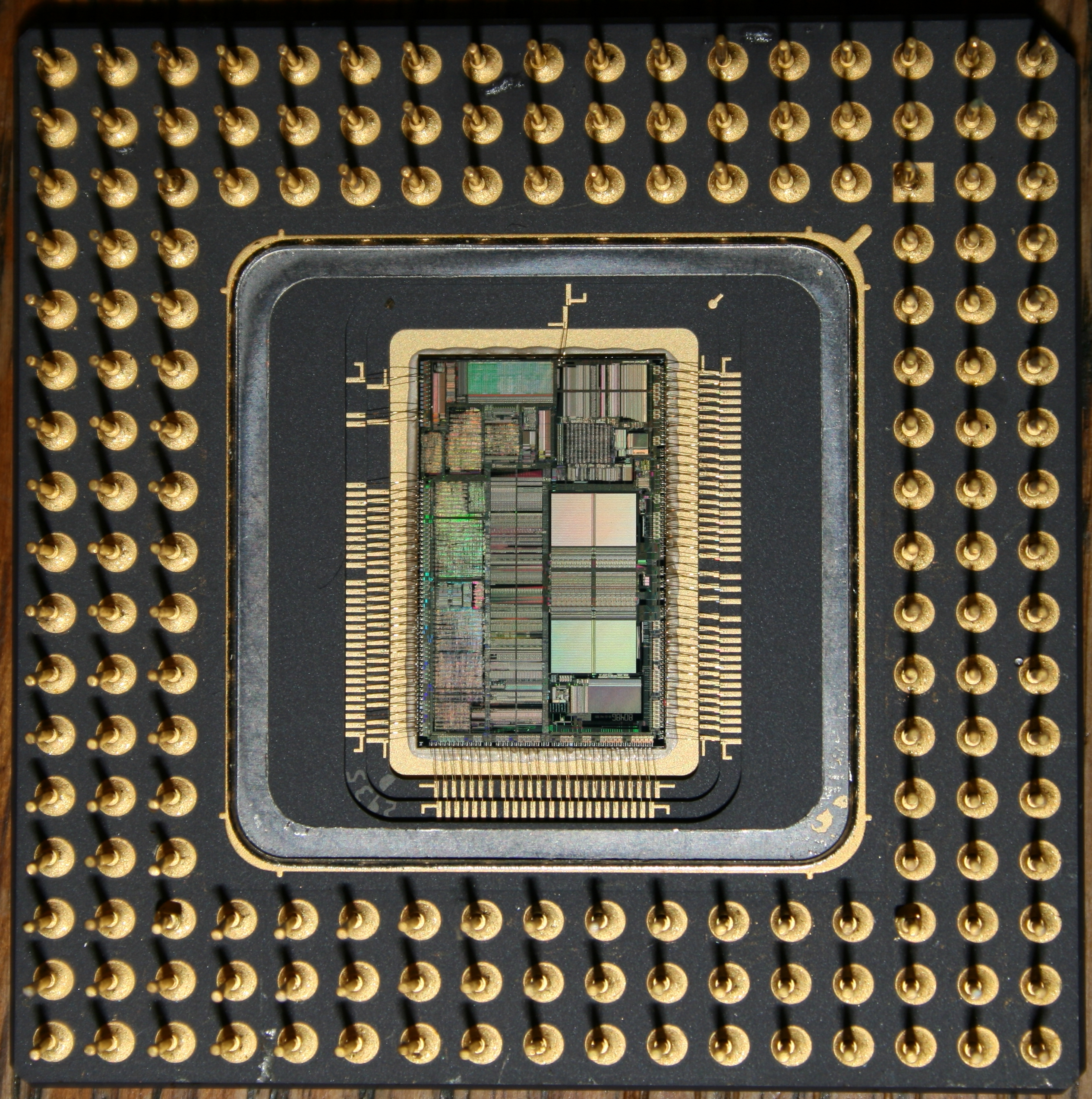
Розміщення кристала в корпусі мікропроцесора

### Технічні характеристики
- Дата анонсу першої моделі: 10 квітня 1989
- Розрядність регістрів: 32 біт
- Розрядність зовнішніх шин даних і адреси: 32 біт
- Максимальний обсяг віртуальної пам'яті, що адресується: 64 терабайт (246)[2][3]
- Максимальний обсяг сегмента: 4 Гбайт
- Обсяг фізичної адресної пам'яті: 4 Гбайт
- Кеш L1: 8 Кбайт, DX4 — 16 Кбайт
- Кеш L2: на материнській платі (на частоті FSB)
- FPU: на кристалі (неактивний у SX)
- Тактові частота процесора, МГц: 16-150
- Тактові частота FSB, МГц: 16-50
- Напруга живлення: 5-3,3 В
- Кількість транзисторів: 1185000, SX2 — 0,9 млн, SL — 1,4 млн, DX4 — 1,6 млн.
- Техпроцес, нм: 1000, 800 і 600 для DX4
- Площа кристала: 81 мм² для 1185000 транзисторів і технології 1000 нм, 67 мм² для 1185000 транзисторів і 800 нм технології, 76 мм² для DX4
- Роз'єм: гніздо типу Socket
- Корпус: 168- і 169-контактний керамічний PGA, 132- і 208-контактний пластиковий PQFP
- Інструкції: x86 (150 інструкцій, не рахуючи модифікацій)

Процесор мав 32-бітні шини адреси і даних. Це вимагало наявності пам'яті у вигляді чотирьох 30-контактних або одного 72-контактного модуля SIMM.

## Кеш процесора
Intel486 мав розташовану на кристалі кеш-пам'ять об'ємом 8 Кбайт, пізніше — 16 Кбайт, що працює на частоті ядра. Наявність кешу дозволило істотно збільшити швидкість виконання операцій мікропроцесором. Спочатку кеш Intel486 працював за принципом наскрізного запису (англ. write-through, WT), але пізніше, в рамках сімейства Intel486, були випущені моделі з внутрішнім кешем, працює за принципом зворотнього запису (англ. write-back, WB). Процесор міг використовувати і зовнішній кеш, швидкість читання-запису якого, однак, була помітно нижче ніж у внутрішнього кешу. При цьому внутрішній кеш стали називати кешем першого рівня (Level 1 Cache), а зовнішній кеш, розташований на материнській платі, кешем другого рівня (Level 2 Cache). Кеш мав 4-канальну набірно-асоціативну архітектуру і працював на рівні фізичних адрес пам'яті.
Однак, в результаті використання інтегрованої кеш-пам'яті, істотно зросла кількість транзисторів у процесорі і, як наслідок, збільшилася площа кристала. Збільшення кількості транзисторів призвело до істотного збільшення тепла, що розсіюється. У середньому, розсіювана потужність збільшилася в 2 рази, в порівнянні з аналогічними моделями серії Intel 386. Багато в чому цьому сприяла інтеграція кеш-пам'яті, хоча були й інші фактори, але вони не настільки істотні. З цієї причини процесори Intel486 старших моделей вже вимагали примусового (активного) охолодження.

## Математичний співпроцесор
В Intel 486 був використаний вбудований математичний співпроцесор (англ. Floating Point Unit, FPU). Взагалі, це був перший мікропроцесор сімейства x86 з вбудованим FPU. Вбудований FPU був програмно сумісний з мікросхемою Intel 80387 — математичним співпроцесором, що застосовувався в системах з процесором Intel 386. Завдяки використанню вбудованого співпроцесора здешевлюється процесор, швидкість зростає за рахунок зменшення загального числа контактів і корпусів мікросхем.
Спочатку всі мікропроцесори Intel486 оснащувалися робочим співпроцесором, ці процесори отримали ім'я Intel 486DX. Пізніше, в 1991 році, Intel вирішує випустити процесори з наявним, але від'єднаним співпроцесором, і ці процесори одержали найменування Intel 486SX. Системи побудовані на цих процесорах могли оснащуватися окремим співпроцесором, наприклад, Intel 487SX або співпроцесором інших виробників.

## Конвеєрна обробка інструкцій
В Intel486 був вдосконалений механізм виконання інструкцій в кілька етапів. Конвеєр процесорів серії Intel 486 складався з 5 ступенів: вибірка інструкції, декодування інструкції, декодування адрес операндів інструкції, виконання команди, запис результату виконання інструкції. Використання конвеєра дозволило під час виконання однієї інструкції виробляти підготовчі операції над іншою інструкцією. Це в значній мірі дозволило збільшити продуктивність процесора.

## Регістри та інструкції
У процесорі є той же набір інструкцій, що і в Intel 386, до якого було додано декілька додаткових регістрів, а саме, три 32-бітових тестових регістра (TR5, TR4, TR3). Також були додані нові прапори в регістрі прапорів (EFLAGS) та в інших контрольних регістрах (CR0, CR3).
Внаслідок включення співпроцесора в кристал процесора, в Intel 486 можна звертатися і до регістрів FPU: регістри даних, регістр тегів, регістр стану, покажчики команд і даних FPU, регістр керування FPU.
Набір інструкцій не зазнав істотних змін, але були додані додаткові інструкції для роботи з внутрішньої кеш-пам'яттю (INVD, INVLPG, WBINVD), одна інструкція (BSWAP) для забезпечення сумісності з процесорами Motorola, дві інструкції для атомарних операцій з пам'яттю: CMPXCHG (для порівняння з обміном — нове значення записувалося тільки якщо старе збігалося із заданим, старе запам'ятовувалося) і XADD (інструкція для складання двох операндів з збереженням результату в другому операнді, а не в першому, як у ADD). Інструкція CPUID дозволяла вперше в сімействі x86 безпосередньо отримати детальну інформацію про версію і властивості процесора. Крім цього, до набору інструкцій додалося 75 інструкцій FPU.
Довжина черги інструкцій була збільшена до 32 байт.

## Моделі
З моменту появи першого процесора Intel 486DX було випущено безліч інших моделей сімейства 486 з суфіксами SX, SL, DX2, DX4, GX. Вони відрізнялися функціональним призначенням і деякими технологічними параметрами (напруга живлення, тактова частота, розмір кеш-пам'яті, відсутністю або наявністю співпроцесора та інше), але всі були побудовані на одній архітектурі.